# Miss Sherlock
Miss Sherlock (ミス・シャーロック) é uma série de televisão que faz uma adaptação contemporânea das aventuras do detetive Sherlock Holmes de Arthur Conan Doyle. A história é ambientada principalmente em Tóquio, no Japão. É uma co-produção entre a HBO Asia e a Hulu Japan. Ambos os personagens principais, Sherlock Holmes e Dr. John Watson, são interpretados por mulheres: Yūko Takeuchi e Shihori Kanjiya, respectivamente.

## Sinopse
Miss Sherlock retrata a "detetive consultora" Sara "Sherlock" Shelly Futaba (Yūko Takeuchi) resolvendo vários mistérios na Tóquio moderna. Sherlock é auxiliada por sua colega de apartamento, a Dra. Wato Tachibana (Shihori Kanjiya), uma médica que retornou recentemente de assistência médica voluntária na Guerra da Síria. Por causa das habilidades de observação e dedução de Sherlock, ela é frequentemente solicitada pelo inspetor Gentaro Reimon, da Polícia Metropolitana, para ajudar nos casos.
Embora a série apresente uma variedade de crimes e perpetradores, Sherlock precisa lidar com a organização secreta Stella Maris, que está por trás de alguns dos crimes que eles resolvem. Outros personagens recorrentes incluem Kimi Hatano, a proprietária do apartamento onde Sherlock mora, e Kento Futaba, funcionário do governo japonês e irmão mais velho de Sherlock. 

## Personagens

### Principais
- Yūko Takeuchi como Sara "Sherlock" Shelly Futaba, uma detetive consultora brilhante e introvertida. Ela é frequentemente solicitada pela Polícia Metropolitana para obter ajuda nas suas investigações. Baseada no detetive Sherlock Holmes.
- Shihori Kanjiya como a Dra. Wato ("Wato-san") Tachibana, uma médica que retornou recentemente do voluntariado na Guerra da Síria. Depois que o hotel onde estava hospedada pega fogo, ela é forçada a ir morar com Sherlock. Baseada no Dr. Watson.
- Kenichi Takito como inspetor Gentaro Reimon, um detetive que trabalha no Departamento de Polícia Metropolitana. Baseado no Inspetor Lestrade.
- Tomoya Nakamura como sargento Tatsuya Shibata, policial que trabalha com o inspetor Reimon. Personagem original da série, sem paralelo com as aventuras de Sherlock.
- Yukiyoshi Ozawa como Kento Futaba, funcionário do governo japonês e irmão mais velho de Sherlock. Baseado em Mycroft Holmes.
- Ran Ito como Kimi Hatano, a proprietária do prédio onde moram Sherlock e Wato (endereço "221b") e amiga da família de Sherlock. O personagem modela a Sra. Hudson dos romances.

### Recorrentes
- Ryohei Otani como Toru Moriya, um fotógrafo de guerra.
- Yuki Saito como Mariko Irikawa, uma conselheira psicológica que está aconselhando Wato e Moriya.